# دریاچه ایهوتری
دریاچه ایهوتری (به لاتین: Lake Ihotry) یک دریاچه در ماداگاسکار است که در آتسیمو-آندرفانا واقع شده‌است.